# Gazeta Polska (Poznań)
Gazeta Polska – dziennik ukazujący się w Poznaniu od 22 marca 1848 do czerwca 1850.
Był pierwszym w Poznańskiem dziennikiem redagowanym i wydawanym przez Polaków. Wcześniejsza „Gazeta Wielkiego Księstwa Poznańskiego” (1815–1865) redagowana była głównie jako tłumaczenie tekstów niemieckojęzycznych. Redaktorami byli Hipolit Cegielski i Marceli Motty, wydawcą Walenty Stefański, a siedzibą redakcji był dom Cegielskiego na ulicy Wilhelmowskiej. Pismo było nieustannie nękane cenzurą przez zaborcę pruskiego, w wyniku czego ostatecznie upadło w 1850.